# Vnitřní emigrace
Vnitřní emigrace (německy Innere Emigration, francouzsky émigration intérieure) je označení pro jedince nebo sociální skupinu, která pociťuje odcizení od své země, její vlády a kultury. Důvodem může být nesouhlas vnitřních emigrantů se státním zřízením, politikou nebo kulturou, či jejich víra ve vlastní, odlišné ideály, které považují za důležitější než loajalitu ke svému národu nebo zemi.
Tento pojem se vztahuje také na politické disidenty, kteří žijí v policejním státě, ale tajně porušují cenzuru literatury, hudby nebo umění. Tento koncept je pravidelným námětem dystopických románů.
V Sovětském svazu byl termín vnitřní emigrant (внутренний эмигрант) namířen proti nepohodlným disidentům, kteří byli tímto způsobem přirovnáváni k protikomunisticky smýšlejícím sovětským emigrantům na západě.
Východisko vnitřní emigrace nastínil sovětský disident Boris Pasternak v dopise kolegovi básníkovi Titsianu Tabidzemu, když jej vyzval, aby ignoroval útoky proti jejich poezii v tisku: „Spoléhej se jen sám na sebe. Kopej ještě hlouběji, bez bázně a hany, ale uvnitř sebe, v sobě samém. Pokud tam nenajdeš lidi, zemi a nebe, vzdej se hledání, protože pak už není kde hledat.“

## Původ pojmu
Pojem poprvé použila francouzská spisovatelka Delphine de Girardin v roce 1839 při zmínce o odbojných silách ve společnosti, které se po Červencové revoluci nesmířily s novými politickými poměry, a žijí „ve své vnitřní emigraci“.

## Další použití
Pojem se může vztahovat i na širší okruh osob, jako jsou výtvarní umělci nebo spisovatelé; může mít také obecnější, přenesený význam duševního odloučení od své země nebo okolí. Jako vnitřní emigranti bývají označováni například Anglo-Irové, kteří pociťují sounáležitost spíše se zaniklým britským impériem, než s Irskou republikou, nebo členové různých subkultur ze 60. let 20. století.
V českých podmínkách je pojem vnitřní emigrace často vztahován k období normalizační Československé socialistické republiky.